# Đồi phân
Đồi phân (tiếng Anh: Dung midden hoặc dung hills) là đống phân của động vật có vú và chúng định kỳ quay trở lại và xây dựng những đồi phân này. Chúng được sử dụng như một hình thức đánh dấu lãnh thổ. Một loạt các động vật sử dụng đồi phân bao gồm linh dương Steenbok, các động vật Bộ Đa man, và tê giác. Các động vật khác bị thu hút bởi những đồi phần vì nhiều mục đích khác nhau, bao gồm tìm kiếm thức ăn và định vị bạn tình. Một số loài, chẳng hạn như chi bọ cánh cứng Dicranocara có nguồn gốc từ Richtersveld ở Tây Nam Phi dành toàn bộ vòng đời của chúng trong mối liên hệ chặt chẽ với đồi phân.
Đồi phân cũng được sử dụng trong lĩnh vực cổ thực vật học, dựa trên thực tế là mỗi hệ sinh thái được đặc trưng bởi một số loài thực vật, từ đó đóng vai trò như một đại diện cho khí hậu. Đồi phân rất hữu ích vì chúng thường chứa phấn hoa, điều đó có nghĩa là hóa thạch của đồi phân có thể được sử dụng trong cổ thực vật học để tìm hiểu về khí hậu trong quá khứ.
Loài hà mã là loài động vật nổi bật trong vấn đề sử dụng đồi phân. Đồi phân được tạo ra và duy trì bởi những con hà mã đực để đánh dấu ranh giới lãnh thổ. Để đánh dấu mùi hương của chúng trên một con đồi phân, con bò đực đi lùi, tiếp cận đồng thời đại tiện và tiểu tiện trên gò đất, sử dụng đuôi của nó để phân tán đống phân, hoặc dùng chân chèo phân tán phân. Hành động này được gọi là tắm phân và được cho là để khẳng định sự thống trị. Những đồi phân thường cao vài feet, được các con hà mã đực duy trì liên tục cả ngày và đêm.